# Pusté Úľany
Pusté Úľany (bis 1948 slowakisch „Pustý Fedýmeš“; ungarisch Pusztafödémes) ist eine Gemeinde im Westen der Slowakei mit 1822 Einwohnern (Stand 31. Dezember 2024), die zum Okres Galanta, einem Teil des Trnavský kraj, gehört.

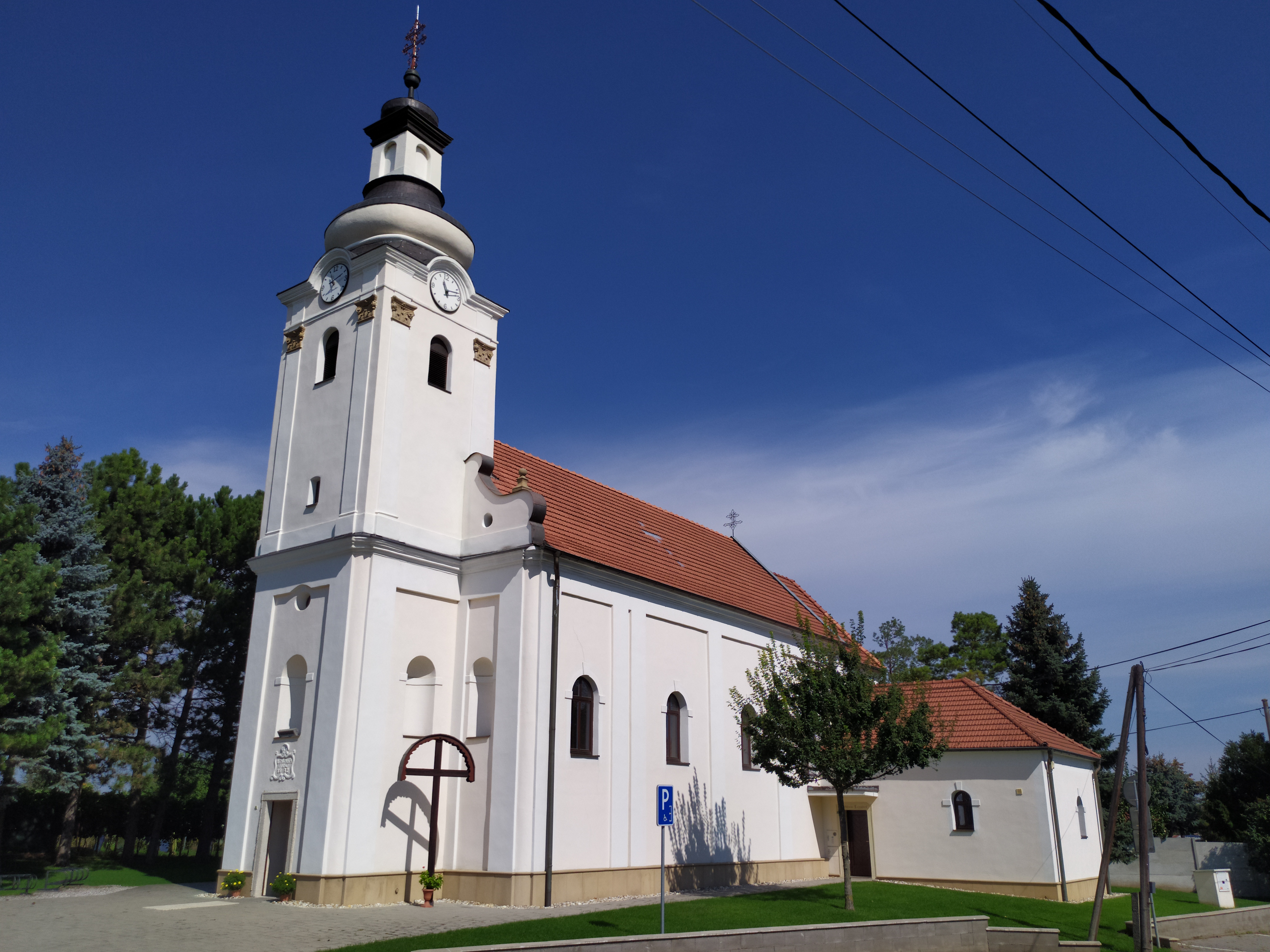
Kirche

## Geographie
Die Gemeinde befindet sich im slowakischen Donautiefland, ungefähr an der Linie zwischen dessen Untereinheiten Donauebene und Donauhügelland. Durch den Ort fließt der Bach Stoličný potok, ein Nebenfluss von Čierna voda. Das Ortszentrum liegt auf einer Höhe von 124 m n.m. und ist 13 Kilometer von Galanta, 15 Kilometer von Senec sowie 18 Kilometer von Trnava entfernt.

## Geschichte
Archäologischen Untersuchungen zufolge geht eine Besiedlung am heutigen Gemeindegebiet in die Jungsteinzeit zurück. In der Gemarkung Poroské wurden Überreste einer Siedlung aus dem frühen Mittelalter, kurz vor Entstehung von Großmähren entdeckt.
Der Ort selbst wurde zum ersten Mal 1221 in einer Urkunde des ungarischen Königs Andreas II. als villa Fudemus schriftlich erwähnt. Es handelte sich um eine königliche Siedlung, in der königliche Imker wohnten und die im Herrschaftsgebiet der Pressburger Burg lag. Der Name stammt aus dem altungarischen Wort födém (= Bienenstock), das auch im Namen dreier anderer Orte in der Slowakei in der slowakischen Namensform Úľany beinhaltet ist. Wegen mittelalterlicher Anwesenheit deutscher Einwohner ist im 15. Jahrhundert der Name Némethfödémes (ungarisch ‚német‘ = deutsch) belegt.
Allerdings erlitt der Ort einen Bevölkerungsrückgang im 16. Jahrhundert in Folge einer Pestepidemie nach dem Jahr 1520 sowie Ausplünderung durch verschiedene Herren in den Türkenkriegen. Erst im 18. Jahrhundert stabilisierte sich die Lage und der nun als Pusztafödémes bekannte Ort gehörte zu verschiedenen Adelsfamilien, von denen Zichy die einflussreichste war. Im Jahre 1864 sind 1208 Einwohner verzeichnet.
Bis 1918 gehörte der im Komitat Pressburg liegende Ort zum Königreich Ungarn und kam danach zur Tschechoslowakei bzw. heute Slowakei.

## Bevölkerung
| Jahr                | 1994 | 2004    | 2014    | 2024    |
| ------------------- | ---- | ------- | ------- | ------- |
| Anzahl der Personen | 1519 | 1599    | 1708    | 1822    |
| Unterschied         |      | +5,26 % | +6,81 % | +6,67 % |

| Jahr                | 2023 | 2024    |
| ------------------- | ---- | ------- |
| Anzahl der Personen | 1844 | 1822    |
| Unterschied         |      | −1,19 % |

Ergebnisse nach der Volkszählung 2001 (1544 Einwohner):
| Nach Ethnie: - 96,24 % Slowaken - 1,88 % Magyaren - 0,65 % Tschechen - 0,13 % Polen | Nach Konfession: - 88,14 % römisch-katholisch - 6,54 % konfessionslos - 3,37 % evangelisch - 1,42 % keine Angabe |

## Bauwerke
- römisch-katholische Ladislauskirche aus dem Anfang des 18. Jahrhunderts, 1932 erweitert
- evangelische Kirche aus dem Anfang des 17. Jahrhunderts

## Söhne und Töchter der Gemeinde
- János Lavotta (1764–1820), ungarischer Komponist
- Titus Buberník (1933–2022), tschechoslowakischer Fußballspieler und -trainer